# HSG Nordhorn
Die Handballspielgemeinschaft Nordhorn e. V. ist eine Handball-Spielgemeinschaft aus Nordhorn.
Sie entstand am 1. Juni 1981 aus dem Zusammenschluss der Handball-Abteilungen von NS Sparta 09 und Eintracht Nordhorn. Seit September 2008 nennt sich die 1. Männermannschaft HSG Nordhorn-Lingen und ist unter diesem Namen in der Handball-Bundesliga vertreten. Diese wird über die HSG Nordhorn-Lingen GmbH betrieben.
Der Verein HSG Nordhorn stellt die weiteren Mannschaften:
- Vier weitere Männermannschaften
- Vier Frauenmannschaften (1. Frauenmannschaft: Oberliga Nordsee)
- Neun männliche Jugendmannschaften (mA1: Oberliga Nordsee, mB1: Landesliga, mC1: Landesliga)
- Sieben weibliche Jugendmannschaften (wA1: Oberliga Nordsee, wB1: Oberliga Nordsee)
- Neun Seniorenmannschaften

Ferner stellt die HSG ca. 40 Schiedsrichter.